# Commission historique de Westphalie
La Commission historique de Westphalie est un organe scientifique de l'Association régionale de Westphalie-Lippe (de) (LWL).
Avec la Commission littéraire de Westphalie (de), la Commission des antiquités de Westphalie (de), la Commission géographique de Westphalie (de), la Commission de recherche sur le dialecte et les noms de Westphalie (de) et la Commission de recherche sur la culture de tous les jours de Westphalie (de), c'est l'une des six commissions scientifiques pour les études régionales dans le LWL.

## Histoire
La commission est fondée en 1896 par l'Association d'histoire et d'archéologie de Westphalie (de). Elle prend en charge la poursuite des travaux scientifiques, notamment la publication du Westfälisches Urkundenbuch (de). En 1914, la Commission est enregistrée en tant qu'association et devient juridiquement indépendante. En 1921, par nécessité financière, elle rejoint l'Association provinciale de Westphalie (de), dont est issue l'Association régionale de Westphalie-Lippe (de) (LWL) dans l'après-guerre.
En tant que commission d'histoire régionale, la Commission historique s'occupe de la recherche sur l'histoire westphalienne, organise des conférences et des ateliers et favorise la publication de sources et d'écrits.
Il s'agit d'un organe bénévole qui compte près de 150 membres ordinaires et environ 40 membres correspondants. Elle compte dans ses rangs des archivistes, des chercheurs institutionnels et des professeurs d'université de différentes disciplines historiques. Les différents projets de la Commission historique sont initiés et développés par les membres grâce à leurs connaissances spécialisées et sont soutenus et encadrés par un petit bureau à plein temps dont le siège est à Münster.
Des projets importants de la Commission historique ont été et sont encore par exemple le Westfälisches Urkundenbuch, les Westfälische Lebensbilder ou l'édition des journaux de Ludwig von Vincke. En collaboration avec l'Institut d'histoire urbaine comparée (de), la Commission historique publie le Westfälischer Städteatlas et, dans sa suite, le Historischer Atlas westfälischer Städte.
Les ouvrages plus anciens de la Commission sont progressivement mis à disposition sous forme numérique. Les volumes de la série "Materialien der Historischen Kommission für Westfalen" sont publiés exclusivement sous forme numérique.

## Présidents de la commission
Premier président depuis la création de la Commission.
- 1896–1899 Heinrich Finke
- 1899–1908 Friedrich Philippi
- 1908–1913 Georg Erler (de)
- 1914–1925 Aloys Meister (de)
- 1925–1929 Karl Spannagel (de)
- 1929–1933 Hermann Wätjen (de)
- 1933–1941 Anton Eitel (de)
- 1943–1946 Kurt von Raumer (de)
- 1946–1962 Georg Schreiber (de)
- 1962–1963 Albert K. Hömberg (de)
- 1963–1970 Johannes Bauermann (de)
- 1970–1986 Wilhelm Kohl (de)
- 1986–1990 Franz-Josef Schmale (de)
- 1990–2003 Peter Johanek (de)
- 2003–2018 Wilfried Reininghaus
- depuis avril 2018 Mechthild Black-Veldtrup